# Locomotiva FS E.401
Le locomotive FS E.401 sono un gruppo di locomotive elettriche delle Ferrovie dello Stato Italiane utilizzate per il traino di convogli a composizione bloccata nei servizi InterCity Giorno, derivate dalla trasformazione del gruppo E.402A.

## Storia
Nel 2013 fu indetta una gara per la trasformazione dell'intero gruppo E.402A (in servizio dal 1994), eccetto i prototipi già accantonati, in locomotive monocabina, con sostituzione degli azionamenti elettronici per il traino dei convogli InterCity, che da fine 2016 hanno ricevuto gli schemi di coloritura "InterCity Giorno (IC Sun)" e "InterCity Notte".
La modifica è stata condotta per la parte meccanica e di carpenteria presso le OGR di Foligno, mentre per quella elettronica dall'azienda spagnola CAF; la prima macchina ad essere avviata al processo di trasformazione è stata l'unità 013, rimasta danneggiata in un incidente a Terni nel 2007, seguita dagli esemplari 015, 026, 022 e 016.
A marzo 2016, per stabilire una distinzione dal gruppo di locomotive originario, Trenitalia ha deciso di ribattezzare le macchine E.401, mantenendo invariati i numeri di serie da 006 a 045.

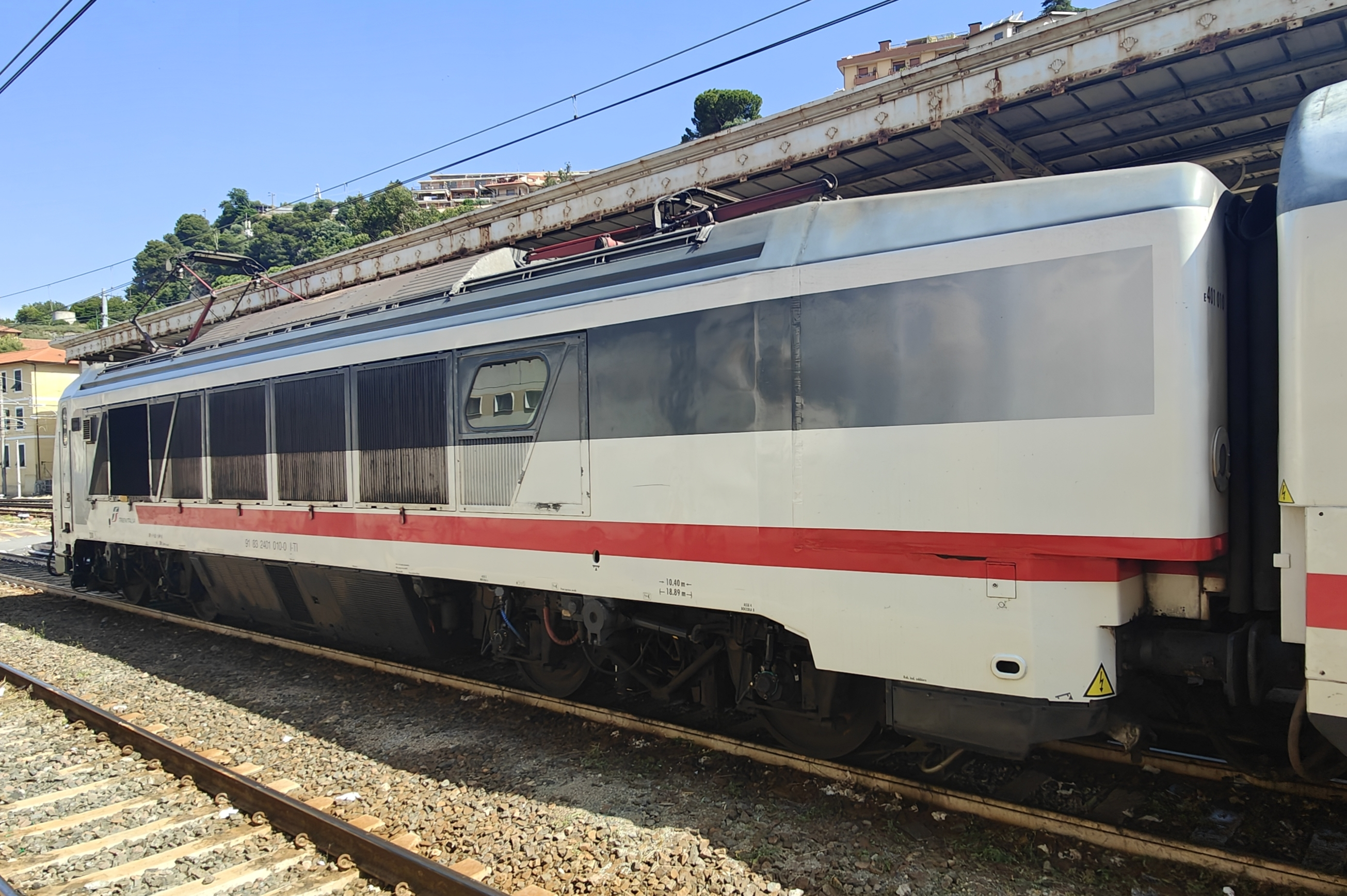
Vista posteriore dell'E.401 010.

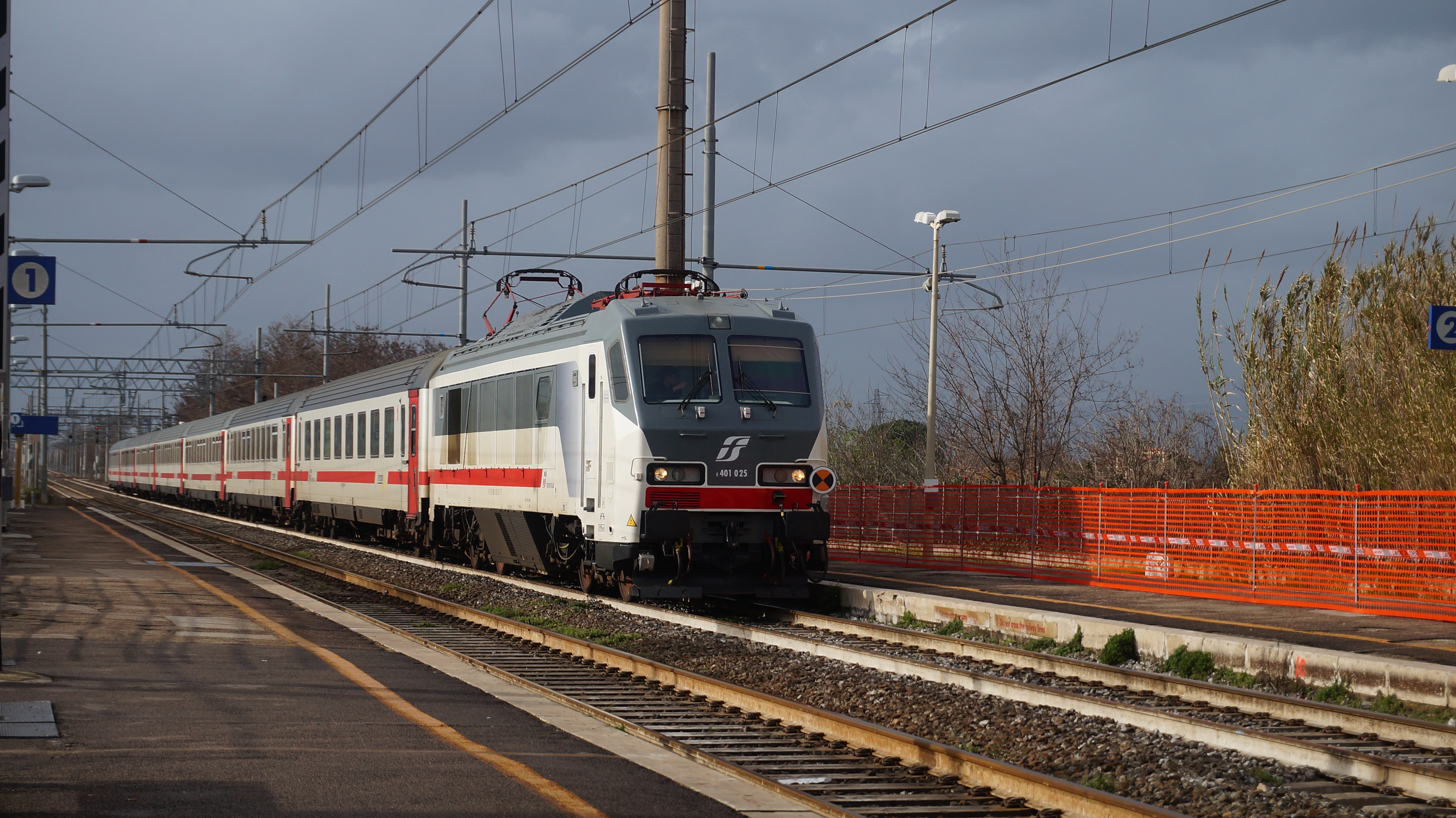
La E.401.025 in testa all'InterCity 555 Roma-Reggio Calabria.

Dopo una lunga serie di corse prova condotte sul circuito di Velim, il 19 gennaio 2017, l'unità 013 è  stata testata sulla rete ferroviaria nazionale, in particolar modo nella tratta compresa fra le città di Orte e Terni, ottenendo di fatto buoni risultati, tanto che nel successivo mese di dicembre tale unità è entrata in servizio effettivo accanto alla 026, prima macchina del gruppo a svolgere il traino di convogli InterCity al seguito di carrozze UIC-Z1.
Il 30 aprile 2019 si è conclusa ufficialmente la consegna delle E.402A da trasformare alle OGR di Foligno; il successivo 23 dicembre è terminata la trasformazione del gruppo E.402A in E.401, con la restituzione dell'unità 030, quarantesima ed ultima macchina trasformata.
Fino al 2024 tutte le locomotive E.401 hanno rivestito la livrea "InterCity Giorno"; da giugno 2024 le E.401.009, 038 e 018 hanno visto l'applicazione della nuova livrea interCity che sarà ben presto estesa al resto del gruppo. Dalla messa in servizio le E.401 vengono utilizzate unicamente per i treni Intercity Giorno.

## Caratteristiche tecniche
Le E.401 sono studiate appositamente per consentire la marcia treno con agente unico e possono operare in regime di telecomando con le carrozze pilota UIC-Z1.
Parimenti alle E.402A mantengono invariata la potenza oraria di circa 6 Mw e la velocità massima di 220 Km/h. Anche l'alimentazione rimane a 3 kV c.c.
Presentano, oltre ai connettori ridondati per il TNC sul frontale, un ulteriore connettore, il quale dovrebbe servire per il comando della frenatura elettropneumatica e Allarme Passeggeri Neutralizzabile (APN), sistema di allarme passeggeri in grado di permette al macchinista di mantenere il controllo del treno dopo l'attivazione della frenatura di emergenza, lasciandogli il tempo di decidere se mantenere il treno in movimento per fermarsi in un luogo sicuro. Questo tipo di connettore era già stato implementato in precedenza per le composizioni di E.414 e vetture tipo IC 901, utilizzate con E.414 in doppia trazione simmetrica.